# Dumitru Ilie
Dumitru Ilie (n. 1913, Vișina, România – d. 15 iulie 1968, Vișina, Olt, România) a fost un pilot român de aviație, as al Aviației Române din cel de-al Doilea Război Mondial.
Adjutantul av. Dumitru Ilie a fost decorat cu Ordinul Virtutea Aeronautică de război cu spade, clasa Cavaler (4 noiembrie 1941) pentru că „are 14 ieșiri la front cu cinci avioane sovietice sigur doborîte și unul probabil. De două ori lovit de gloanțe și schije. Are 8 atacuri la sol.”  Dumitru Ilie a fost decorat cu Ordinul Virtutea Aeronautică, clasa Cavaler cu 2 barete (6 octombrie 1944).
A fost avansat (în 1944 sau anterior) la gradul de adjutant-major aviator. În 1947, Dumitru Ilie a fugit din România cu un avion, a ajuns la Istanbul și apoi în Statele Unite ale Americii. 

## Decorații
- Ordinul „Virtutea Aeronautică” de Război cu spade, clasa Cavaler (4 noiembrie 1941)[2]
- 20px Ordinul „Virtutea Aeronautică” cu spade, clasa Cavaler cu 2 barete (6 octombrie 1944)[3]